# Achille Talon au pouvoir
Achille Talon au pouvoir ! est un album de bande dessinée réalisé par Greg, sixième tome de la série Achille Talon, paru en 1972 chez Dargaud.
En gags classiques, cet album s'inscrit dans la continuité des précédents : peu de nouveautés sont à signaler. Achille s'improvise entre autres, militant contre la pollution, agent électoral, testeur de produits divers.
Certains gags sont une évidente mise en abyme : en effet, à travers un exposé d'Achille Talon, Greg raconte à sa façon la vie exaltante d'un auteur de bandes dessinées. Évidemment tout est pris sur le ton de la dérision : dessinateur paresseux et caféïnomane, étant seul à rire de son humour, éperdument en retard et copiant sur ses semblables...
Un autre gag pour le numéro 500 de Pilote, met en scène une case remarquable où un très grand nombre de héros de la bande dessinée d'alors sont représentés et dessinés par Greg.